# Ṣafī al-Dīn al-Urmawī
Ṣafī al-Dīn al-Urmawī ou Abd al-Mu'min ibn Yusuf ibn Fakhir (الارموي = صفي الدين الأرموي en arabe) est un musicien, érudit en musicologie et bibliothécaire sous le califat d'Al-Musta'sim, né vers 1216 à Ourmia et mort en 1294 à Bagdad.

## Biographie
Il étudie la jurisprudence chaféite et le khliaf al-fiqh (jurisprudence comparée) à la madrassa Mustansiriyya, ce qui lui permet d'occuper un poste dans l’administration juridique du calife Al-Musta'sim. À l'époque du pillage de Bagdad par le mongol Houlagou en 1258, il se met au service des conquérants.
Abd al-Mu'min ibn Yusuf ibn Fakhir est célèbre pour sa théorie systématique qui repose sur la division de l'octave en 17 parties. 
Il est également l'inventeur de deux instruments de musique de la famille du qanûn et du oud. 
Ṣafī al-Dīn al-Urmawī a eu pour élève Yākūt al-Musta’ṣimī et à Šams al-Dīn al-Suhrawardī.
C'est en 1284, à l'époque de la chute de la famille des Juwaini qui le protège qu'il sera emprisonné pour dettes. Ṣafī al-Dīn al-Urmawī meurt le 28 janvier 1294, à l'âge d'environ 80 ans.
Ṣafī al-Dīn al-Urmawī est mentionné dans l'Encyclopædia of Islam.

## Écrits
Il écrit un traité musical sur les proportions musicales (vers 1287, écrit pour Sharaf al-din Harun) : Le Livre des modes (Kitàb al-adwar). 
Il a établi une théorie au sujet des sciences de la prosodie de la rime et de la rhétorique et on lui attribut un discours sur la science musicale.

## Sources
- Cet article est partiellement ou en totalité issu de l'article intitulé « Abd al-Mu'min ibn Yusuf ibn Fakhir » (voir la liste des auteurs).